# Annie Bøg Jørgensen
Annie Bøg Jørgensen es una deportista danesa que compitió en bádminton. Ganó una medalla de bronce en el Campeonato Europeo de Bádminton de 1972 en la prueba de dobles.

## Palmarés internacional
| Campeonato Europeo | Campeonato Europeo  | Campeonato Europeo | Campeonato Europeo |
| Año                | Lugar               | Medalla            | Prueba             |
| ------------------ | ------------------- | ------------------ | ------------------ |
| 1972               | Karlskrona (Suecia) | Medalla de bronce  | Dobles             |